# یواس‌اس برمرتن (سی‌ای-۱۳۰)
یواس‌اس برمرتن (سی‌ای-۱۳۰) (به انگلیسی: USS Bremerton (CA-130)) یک کشتی بود که طول آن 673 ft 5 in بود. این کشتی در سال ۱۹۴۴ ساخته شد.